# Sara Beischer
Sara Charlotte Beischer, född Svensson den 5 mars 1983 i Varberg, Hallands län, är en svensk författare.
Sara Beischer debuterade 2012 med romanen Jag ska egentligen inte jobba här. Även om berättelsen är fiktiv, utgår den från Beischers egna erfarenheter som timvikarie inom äldreomsorgen. År 2013 utkom Det finns råttor överallt utom på Antarktis, en uppväxt- och arbetarklasskildring. År 2016 utkom Mamma är bara lite trött, som handlar om en småbarnsmammas kravfyllda vardag.  
Sara Beischer är syster till sångaren och författaren Martin Svensson. Hon är bosatt i Halmstad och utbildad gymnasielärare i svenska och religionsvetenskap.

## Utmärkelser
- 2012
  - Hallands författarsällskaps stipendium
  - Årets äldreomsorgspris
  - Stipendium från Stina och Erik Lundbergs stiftelse, Svenska Akademien
- 2013
  - Halmstads kulturstipendium
- 2015
  - Jan Myrdals lilla pris – Robespierrepriset
- 2016
  - Hallandspostens kulturstipendium
  - Samfundet De Nios Julpris
- 2017
  - Stig Sjödinpriset[3][4]